# لاهور شرقی
لاهور شرقی (به انگلیسی: Lahor Sharqi) یک منطقهٔ مسکونی در پاکستان است که در خیبر پختونخوا واقع شده‌است.